# Nuto Navarrini
Benvenuto Navarrini, detto Nuto (Milano, 15 agosto 1901 – Milano, 27 febbraio 1973) è stato un attore e cantante italiano, attivo tra gli anni trenta e gli anni sessanta.
Nuto Navarrini era figlio d'arte, il padre Zenobio era direttore della “Primaria” Compagnia di operette Lombardo n. 1.
È stato sposato quattro volte: dopo le prime nozze con la danzatrice classica Sofia Laurenzi, morta di parto, si sposò nel 1939, con l'attrice Isa Bluette quando questa si trovava in punto di morte; successivamente sposò la soubrette Vera Rol, da cui si separò nel 1971 ed il 30 marzo 1972 ottenne la sentenza di divorzio, ed infine sempre nel 1972 sposò Milena Benigni, da cui aveva avuto nel 1945 un figlio, Urano Benigni, nato a Verona, divenuto poi calciatore del Milan, riconosciuto appunto solo nel 1972.

## Biografia
Attore di formazione prettamente teatrale, si indirizzò dagli anni trenta all'avanspettacolo - in particolare al fianco di Gea della Garisenda - con la creazione di diverse macchiette comiche.
Per il cinema fu interprete anche di film dell'epoca del cinema muto: Il delitto della via di Nizza, del 1913 e La reginetta delle rose, dell'anno successivo. Nel primo venne diretto dal regista Henri Étiévant; nel secondo, da Luigi Sapelli. Durante il periodo successivo all'armistizio del 1943 fu capitano nelle Brigate Nere.
Caratterista di fama, nella sua filmografia, pur non particolarmente ampia, figurano film di un qualche pregio fra cui alcuni di genere comico come I due sergenti, girato nel 1951.
È sepolto nel Cimitero monumentale di Torino insieme alla seconda moglie Isa Bluette.

## Teatro

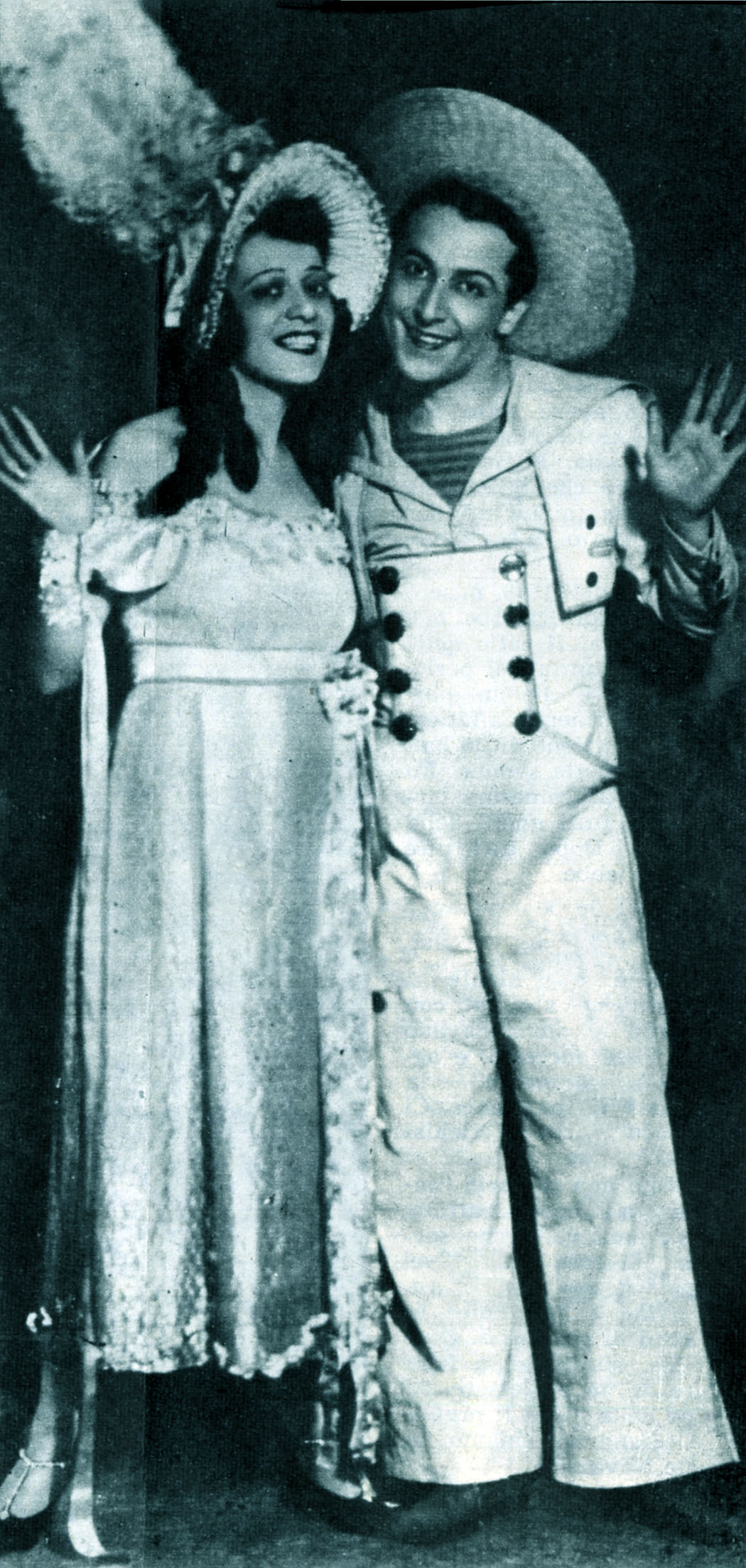
Con Isa Bluette negli anni '30

Il 13 dicembre 1919 è Cléo de Mérode nella première al Teatro Quirino di Roma di Sì di Pietro Mascagni.
Al Teatro Reinach di Parma dal 28 gennaio al 14 febbraio 1922 è nel cast della "Primaria" Compagnia di operette Lombardo n. 1 come ad esempio Bisson in Madama di Tebe e Sì, dal 21-30 ottobre 1925 e dal 1-12 giugno 1928 con la Compagnia di operette e féeries cav. Luigi Maresca.
Al Teatro Lirico di Milano è Tick Cock-Tail nella prima assoluta di Primarosa di Giuseppe Pietri il 29 ottobre 1926 e Coty nella prima assoluta di Gigolette di Carlo Lombardo il 30 dicembre successivo.
Al Teatro La Fenice di Venezia con la Compagnia dei Grandi Spettacoli d'Arte Operettistica con Ines Lidelba e Nella De Campi debutta nel 1927 il 7 febbraio come Petit- Gris in Cin Ci La, il 10 febbraio Tick Cock-Tail in Primarosa di Giuseppe Pietri, il 14 febbraio La Gaffe ne Il Paese dei Campanelli, il 16 febbraio Chic in Scugnizza, il 21 febbraio Celestino in Santarellina (Mam'zelle Nitouche) di Florimond Ronger detto Hervé in una serata in suo onore, il 22 febbraio Flan ne La bambola della prateria di Carlo Lombardo e musica di Bela Zerkovitz e il 27 febbraio Coty in Gigolette di C. Lombardo e Giovacchino Forzano con musica di Franz Lehár.
Entrato in compagnia con Isa Bluette, Nuto Navarrini - il cui look era caratterizzato da una scriminatura centrale nei capelli e da un ampio sorriso - recuperò il suo amore per il jazz portando in giro per l'Italia la Jazz Revue, che debuttò il 1º maggio 1931 e che concluse le repliche solo nel marzo dell'anno successivo. Con Isa Bluette, Navarrini portò in scena anche una serie di riviste-operetta: Madama Poesia, Poesia senza veli, Il ratto delle Cubane, Questa è la verità.
Dopo la morte di Isa Bluette e il suo nuovo sodalizio sentimentale e professionale con Vera Rol, Navarrini, simpatizzante del fascismo, creò spettacoli in funzione propagandistica per il regime: fra gli altri, Il diavolo nella giarrettiera (operetta di Giovanni D'Anzi portata in scena anche al Teatro Reinach di Parma nel febbraio 1944 dalla Compagnia di riviste Nuto Navarrini) e I cadetti di Rivafiorita, stagione 1944-1945, e che gli fecero ottenere una nomina ad honorem di capitano della Milizia Volontaria per la Sicurezza Nazionale della Repubblica Sociale Italiana nel gruppo intitolato a Ettore Muti.
L'ultimo spettacolo in questa chiave della compagnia Navarrini-Rol fu La Gazzetta del sorriso: Vera Rol simboleggiava l'Italia molestata dagli USA, rappresentati da un "negro" violentatore. Navarrini incluse nello spettacolo un motivetto - intitolato Tre lettere e scritto da D'Anzi - di contenuto chiaramente antipartigiano.
Dopo il 25 aprile, la coppia fu sottoposta ad una resa dei conti: Vera Rol, a cui furono tagliati i capelli a zero, venne "esibita" a Milano come collaborazionista. Tuttavia la coppia, sottoposta a processo, fu assolta per insufficienza di prove dall'accusa di collaborazionismo.
La compagnia ritornò ad esibirsi, dopo un forzato riposo dovuto alla cattiva pubblicità che le era derivata dal dopoguerra, non più al nord Italia - dove si era formata - ma a Roma. Il nuovo spettacolo di teatro di rivista aveva come titolo: L'imperatore si diverte, su testi di Gelich e Bracchi.
Per il Teatro Verdi (Trieste) nel Castello di San Giusto nel 1954 è Zanetto Pesamenole (Donna Pasqua), in Al cavallino bianco con Anna Campori ed Elvio Calderoni per la regia di Vito Molinari trasmesso anche dalla televisione, nel 1955 Mustafà Bey in Ballo al Savoy di Paul Abraham e nel 1958 La duchessa di Chicago con Irene Callaway, Sergio Tedesco e la Campori per la regia di Mario Lanfranchi (di cui esiste un video di una ripresa televisiva).
Navarrini proseguì l'attività d'attore leggero anche nel cinema interpretando poi nuovamente a teatro, nella stagione 1962-1963, la ripresa di Buonanotte Bettina di Garinei e Giovannini, al fianco di Walter Chiari e Alida Chelli, subentrata a Delia Scala.

## Televisione
Navarrini ha portato in televisione negli anni cinquanta e sessanta alcune operette - settore da cui proveniva - e fu brillante interprete anche nella miniserie televisiva Le avventure di Laura Storm, dove recitò a fianco di Lauretta Masiero diretto da Camillo Mastrocinque.
Agli albori della RAI partecipò (19 giugno 1956) alla trasmissione televisiva Lui e Lei, presentata da Nino Taranto e Delia Scala, al fianco di Nino Besozzi, Gianni Agus, Ferruccio Amendola, Aldo Giuffré, Carla Macelloni, Sandra Mondaini, Isa Pola ed Esperia Sperani (la regia era di Vito Molinari).
Nel 1957 ha partecipato, insieme a Tina De Mola, a una serie della rubrica pubblicitaria televisiva Carosello pubblicizzando il detersivo Tot della B.P.D.

## Filmografia
- Il delitto della via di Nizza (1913)
- La reginetta delle rose (1914)
- Vivere ancora (1945)
- Ogni giorno è domenica, regia di Mario Baffico (1946)
- Figaro qua, Figaro là (1950)
- I due sergenti (1951)
- Ivan, il figlio del diavolo bianco (1953)
- Susanna tutta panna, regia di Steno (1957)
- La zia d'America va a sciare, regia di Roberto Bianchi Montero (1958)
- Fantasmi e ladri, regia di Giorgio Simonelli (1959)
- Il medico delle donne, regia di Marino Girolami (1962)
- L'assassino si chiama Pompeo, regia di Marino Girolami (1962)

## Trasmissioni sperimentali televisive Rai
- Facciamo la spia, varietà a premi con Erika Sandri e Nuto Navarrini, orchestra di Giampiero Boneschi, regia di Lydia Ripandelli, trasmessa il 26 novembre 1953.

## Varietà televisivi Rai
- La vedova allegra, operetta di Franz Lehar, regia di Mario Landi, trasmessa il 12 giugno 1955
- La piazzetta delle sette note, programma di musica leggera presentato da Nuto Navarrini, regia di Romolo Siena, trasmesso il 1 febbraio 1960.